# 25 (álbum)
25 é o terceiro álbum de estúdio da artista musical britânica Adele. O seu lançamento ocorreu em 20 de novembro de 2015, através da XL Recordings e Columbia Records. Após lançar e promover 21 (2011), recebido com aclamação crítica e enorme sucesso comercial, Adele considerou deixar a indústria da música e encerrar sua carreira em um ponto alto, por temer que seu próximo álbum não alcançasse os mesmos resultados do anterior; No entanto, após o nascimento de seu primeiro filho, Angelo, a cantora motivou-se a gravar músicas novamente, com o objetivo de mostrar a ele suas habilidades como artista. Nesse período, ela tentou compor músicas, mas sofreu com o bloqueio de escritor, o que a levou a pensar que havia perdido sua capacidade de composição. Em 2013, ao conhecer o produtor Greg Kurstin, Adele teve um grande avanço e o material que ela conseguiu escrever acabou se tornando 25, no qual o desenvolveu e gravou até 2015 em diversos estúdios situados nos Estados Unidos, Polônia, Reino Unido e na Suécia. Além de Kurstin, ela trabalhou pela primeira vez com Max Martin, Shellback, Greg Kurstin, Danger Mouse, The Smeezingtons, Samuel Dixon e Tobias Jesso Jr.. Assim como em 21, Adele colaborou com os produtores e compositores Paul Epworth e Ryan Tedder.
Recusando-se a fazer outro álbum que narrasse temas decorrentes de separação, Adele rotulou 25 de "disco de reconciliação", uma vez que estava vivendo um momento feliz em seu então relacionamento. O conteúdo lírico da obra trata dos anseios da artista "por seu antigo eu, sua nostalgia" e a sua "melancolia quanto a passagem do tempo", além de abordar sentimentos descobertos com a sua recente maternidade, arrependimentos e da complexidades e das fases de relacionamentos românticos. Musicalmente derivado do pop e soul, 25 é apoiado por melodias de R&B dos anos 1980, enquanto a sua instrumentação é composta por piano, guitarra, violino, bateria, órgão e flauta; contrastando com os trabalhos anteriores da intérprete por conter elementos eletrônicos e padrões rítmicos criativos. De acordo com Adele, o título do álbum é um reflexo de sua vida e estado de espírito aos 25 anos.
25 recebeu revisões positivas de críticos de música, que elogiaram sua produção e o o desempenho vocal de Adele. Constou em diversas listas compilando os melhores álbuns do ano e rendeu à cantora um total de cinco indicações aos Grammy Awards de 2017, vencendo todas, incluindo o de Álbum do Ano. Com isso, Adele tornou-se a primeira artista a receber a condecoração com álbuns de estúdio consecutivos desde 1970. Comercialmente, obteve um desempenho exitoso, atingindo a liderança em 25 territórios. No Reino Unido, 25 obteve a primeira posição do UK Albums Chart por treze edições não-consecutivas e tornou-se o terceiro álbum a ser o mais vendido no país por dois anos consecutivos. Nos Estados Unidos, converteu-se no segundo álbum de Adele a culminar na Billboard 200, vendendo 3 milhões de cópias em sua primeira semana, a maior vendagem de um álbum em uma única semana desde que a Nielsen Soundscan começou suas operações em 1991. Consequentemente, obteve diversas certificações ao redor do mundo, incluindo onze platinas pela Recording Industry Association of America (RIAA), denotando vendas de 11 milhões de unidades em território estadunidense e de onze vezes platina pela British Phonographic Industry (BPI). Em âmbito global, comercializou cerca de 22 milhões de cópias, sendo o álbum mais vendido de 2015 e um dos mais vendidos de todos os tempos.
"Hello" foi lançada como o primeiro single de 25 e obteve um desempenho comercial positivo, culminando a tabela estadunidense Billboard Hot 100 por dez semanas não-consecutivas, vendendo mais de um milhão de cópias em sua primeira semana e convertendo-se na canção mais adquirida digitalmente na história, além de ter atingindo a primeira posição no Reino Unido e em outros 36 países. As faixas de trabalho seguinte, "When We Were Young", "Send My Love (To Your New Lover)" e "Water Under the Bridge" também obtiveram um bom desempenho comercial, embora não ao ponto de "Hello", listando-se nas dez primeiras colocações em vários territórios. Em divulgação ao produto, a artista realizou um concerto especial, intitulado Adele Live in New York City e iniciou a turnê Adele Live 2016. Em retrospecto, 25 foi incluído no livro 1001 Albums You Must Hear Before You Die, que apresenta os 1001 álbuns necessários de se ouvir antes de morrer. Além de ser fortemente creditado como tendo incentivando o público a voltar a comprar álbuns físicos, em vez do consumo digital e streaming e, assim, salvando as vendas cada vez menores da indústria da música.

## Antecedentes
O segundo álbum de estúdio de Adele, 21, foi lançado em 2011 e obteve uma recepção crítica e comercial bastante favorável, vencendo seis Grammy Awards em 2012 — incluindo o de Álbum do Ano — e atingindo o topo das tabelas musicais em mais de 30 países, tornando-se um dos mais vendidos de todos os tempos com 30 milhões de unidades comercializadas. Após o lançamento do projeto, Adele considerou deixar a indústria da música e encerrar sua carreira em um ponto alto, por temer que seu próximo álbum não alcançasse os mesmos resultados do anterior. Entretanto, no começo de 2012, ela anunciou que faria uma pausa para "dar um tempo e viver um pouco". O hiato musical acabou sendo encerrado depois do nascimento do primeiro filho da vocalista em outubro daquele ano; tal fato a inspirou a gravar novas canções, com o objetivo de mostrar a ele suas habilidades como artista. Antes do início das gravações do disco, a intérprete fez uma decisão consciente de não tentar criar outro 21 e que não faria outro "disco de término de namoro". No final de 2012, foi lançada "Skyfall", música-tema do filme homônimo, que venceu diversos prêmios incluindo o Oscar de Melhor Canção Original.

## Desenvolvimento e gravação

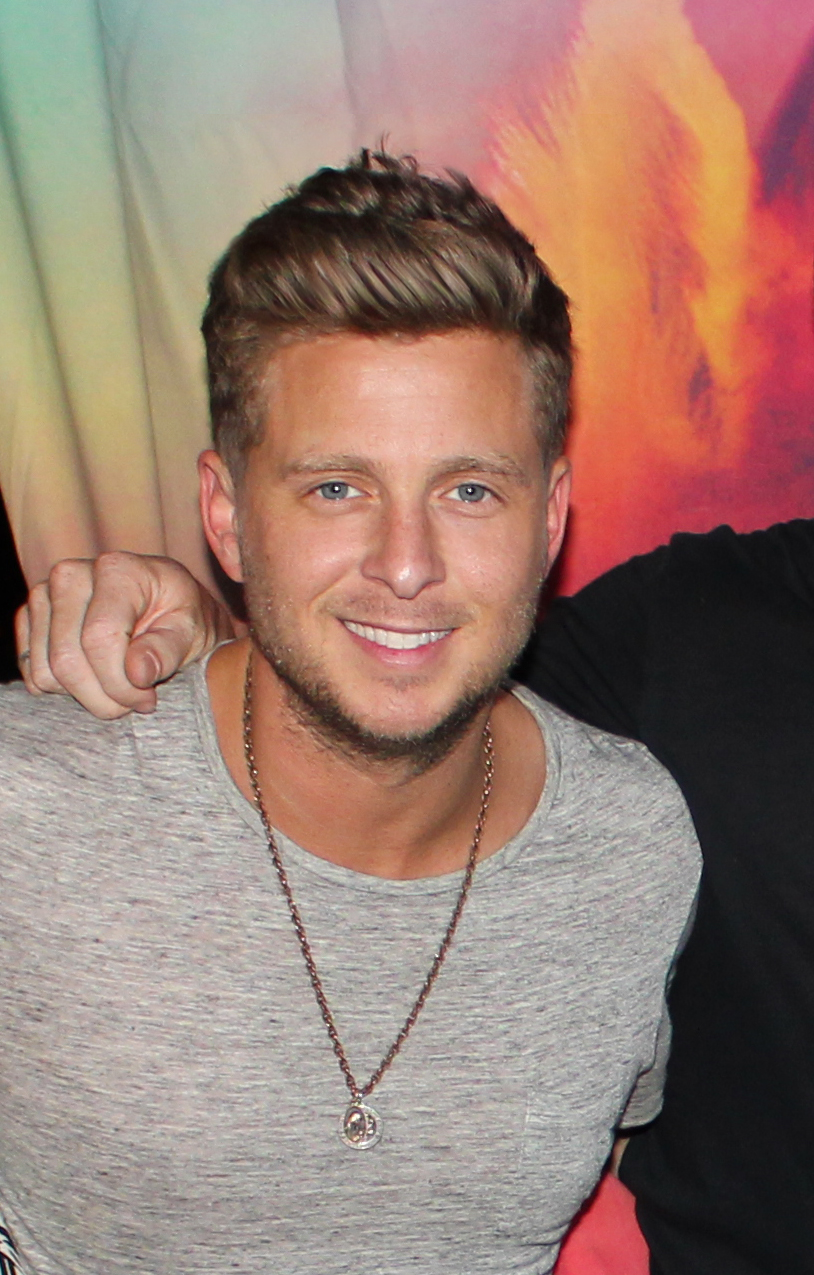
As sessões com Ryan Tedder foram infrutíferas, embora ele e Adele co-escrevessem "Remedy".

Nos bastidores da 55ª edição dos Grammy Awards, realizado em 10 de fevereiro de 2013, Adele confirmou que a produção de seu terceiro álbum não estava muito adiantada e que realizaria reuniões para discutir o assunto enquanto estivesse em Los Angeles para a 85º cerimônia do Oscar. Inicialmente, as sessões de gravação para 25 foram bastante improdutivas, uma vez que Adele sofreu de bloqueio de escritor, mas sua equipe a encorajou a voltar à pegar sua prancheta e continuar tentando. Ela então remarcou as gravações afirmando que ainda não se sentia "preparada", mas voltou ao estúdio assim que seu filho completou dezoito meses, o que a inspirou a escrever sobre a maternidade. Em uma entrevista para a BBC One, foi revelado que um álbum inteiro sobre ser mãe foi escrito e descartado em seguida porque a artista ficou descontente com o material desenvolvido. Adele afirmou que 25 levou muito tempo para ser escrito, considerando até que ele jamais fosse ser finalizado.
Em 2013, Adele voltou a gravar, entrando em contato com o amigo e produtor Kid Harpoon. Ambos foram para seu estúdio de gravação, porém a sessão foi improdutiva com Adele dizendo: "Não sei por que, não estava pronta, simplesmente não conseguia me acessar". Alguns meses se passaram e ela viajou para Nova Iorque para começar a trabalhar com o colaborador de longa data Ryan Tedder, mas as sessões também foram infrutíferas. No entanto, Adele usou uma das músicas das sessões, intitulada "Remedy", que trata de sua melhor amiga, seus avós, seu namorado e seu filho, e foi a faixa mais fácil do álbum para ela escrever. Adele ficou empolgada com a música e acreditou que finalmente estava criando algo que gostasse e na qual se sentia confiante. Depois de gravá-la junto com outros, ela levou o produtor Rick Rubin para o estúdio, que ficou descontente com o material que ela já havia concebido e a encorajou a tentar compor novamente. Rubin descreveu as músicas como sem profundidade e declarou a Adele "que o mais importante era ser fiel à voz dela, mesmo que demorasse mais e desse mais trabalho [...] ficou claro que ela não era a principal compositora – muitas das músicas pareciam estar no álbum de um artista pop diferente. Não é apenas a voz dela cantando qualquer música que a torna especial".
Após o que pareceu um processo muito árduo para a cantora, ao conhecer o produtor Greg Kurstin, o material que acabou se tornando 25 começou a se manifestar. Em seu encontro com ele, "Hello" foi escrita por ambos e produzida por ele, que também tocou baixo, guitarra, piano e teclados, com Adele sendo creditada como baterista, ela disse: "Esta música foi um grande avanço para mim e a minha habilidade de composição porque tudo tinha sido muito lento até este ponto, e eu senti que depois de trabalhar com o Kurstin, tudo saiu de mim". A música foi escrita em Chiswick, Londres, algo que normalmente não era feito pela artista, que disse preferir compor em casa. O processo de composição da música foi lento, levando seis meses para ser concluído. Inicialmente Adele e Kurstin começaram a escrever o primeiro verso; terminando metade, seis meses depois, ela entrou em contato com Kurstin para completar a música, com ele afirmando que não tinha certeza se a cantora "voltaria para finalizá-la".

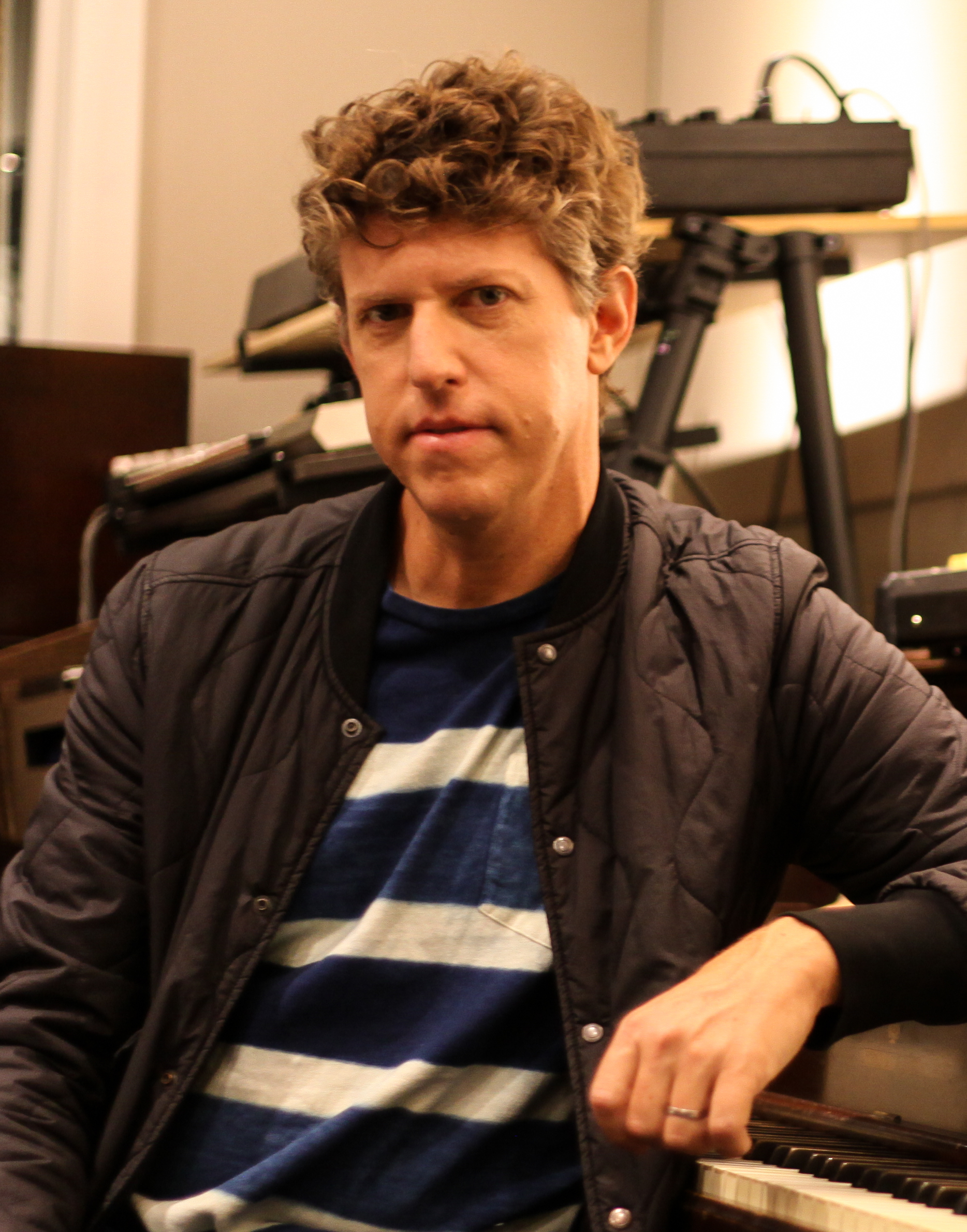
Ao conhecer o produtor Greg Kurstin, o material que tornou-se 25 começou a desenvolver-se.

Durante a gravação do álbum, ela viajou a Los Angeles para dar "um último empurrão" às sessões de gravação. Lá, ela passou dois meses e estava determinada a seguir em frente com o álbum. Durante essa passagem, a artista também escreveu "When We Were Young" ao lado de Tobias Jesso Jr., e produzida por Ariel Rechtshaid. Este último disse ao The Fader que foram necessários apenas dois takes para gravar a música e, encorajou Adele ir além de seus vocais habituais, já que "sentiu que precisava ter um pouco mais de emoção". Ela também trabalhou com Bruno Mars e sua equipe de produção The Smeezingtons, inicialmente eles tentaram desenvolver uma música de andamento acelerado, porém criaram uma "balada dramática" intitulada "All I Ask". Após sessões infrutíferas com Tedder, a dupla foi almoçar juntos e Adele escutou a canção "I Knew You Were Trouble" (2013), de Taylor Swift, no qual ficou encantada. Tedder a informou que a música havia sido produzida pelo sueco Max Martin, e a mostrou vídeos de seu trabalho. Pouco depois disso, Adele o contatou e ele ao lado de seu colaborador frequente Shellback contribuíram com a produção e os créditos de escrita de "Send My Love (To Your New Lover)", a retrabalhando em cima de um esboço de uma música que a vocalista havia escrito quando tinha treze anos, inspirada no álbum Frank (2004), de Amy Winehouse. A artista também recrutou os trabalhos de seu antigo colaborador Paul Epworth, que resultou em duas obras; "I Miss You" que ela concebeu em uma noite deitada em sua cama, sem conseguir dormir, e "Sweetest Devotion" desenvolvida a partir dos seus recém descobertos sentimentos adquiridos com a maternidade.
Em agosto de 2015, a Billboard confirmou que Danger Mouse trabalhou com Adele, mas que restava ver se o resultado faria parte do corte final do álbum. Sua única colaboração foi uma faixa intitulada "River Lea", que presta homenagem às raízes londrinas da artista. Linda Perry, foi responsável por co-escrever "Can't Let Go", que foi concebida dentro de uma hora depois que a linha titular foi levantada em uma conversa das duas; ela formulou o riff de piano da música, enquanto Adele produziu a letra. Insatisfeita com as tentativas de produzir ainda mais a música, a vocalista optou por lançar a versão demo da obra, embora tenha sido omitida da edição padrão do álbum e lançada exclusivamente como faixa bônus. Mark Ronson havia confirmado que havia trabalhado em "Why Do You Love Me", um corte de última hora do álbum que aparece como sua terceira e última faixa bônus. Kurstin também co-escreveu e produziu "Water Under the Bridge" e "Million Years Ago", a última não estava programada para ser incluída no disco, mas foi adicionada três dias antes de sua mixagem ser concluída no Electric Lady Studios em Nova Iorque. No total, os estúdios em que as gravações de 25 ocorreram foram: Metropolis Studios e Zelig Studios (Londres), MXM Studios, Eastcote Studios, The Church Studios, Dean Street Studios, Air Studios, British Grove Studios, West Point Studios, Sam's Studio (Estocolmo), Smecky Studios (Praga), Glenwood Recording Studios, Greenleaf Studios, Harmony Studios e Vox Recording Studios (Los Angeles).

## Estrutura musical
"Meu último disco foi sobre separação e se eu tivesse que rotular este, eu o chamaria de álbum de reconciliação. Reconciliação do tempo perdido. Reconciliação por tudo o que já fiz e o que nunca fiz. 25 é sobre conhecer quem eu me tornei sem saber, e eu sinto muito que tenha demorado tanto, mas como você sabe, a vida acontece".

—Adele sobre o conteúdo lírico de 25.
Descrito por Adele como um "álbum de maquiagem", 25 marca o seu desejo de se afastar do tema de separações que permearam o conteúdo lírico de 21. A artista afirmou que buscou letras que se concentrassem em temas que a mostrasse "tentando esquecer o passado" e seguindo em frente. Ela continuou a dizer que o lírico do álbum reflete o estado de espírito em que ela estava vivendo naquela idade, descrevendo a época como um "ponto de virada" onde ela estava no centro da adolescência e idade adulta e o início de uma época em que ela iria "se tornar quem eu vou ser para sempre sem uma pá para remover todo meus erros antigos". Além do exposto, o álbum aborda outros temas, incluindo o medo da cantora de envelhecer, sua infância, arrependimentos, saudades de sua família, nostalgia e seu papel de mãe. Mark Savage, da BBC, observou que os assuntos do álbum foram um desvio da raiva e da abordagem de coração partido que dominaram 21, afirmando que as letras eram "reflexivas", permitindo que a cantora "reexaminasse seus relacionamentos passados". Savage continuou a afirmar que músicas como "When We Were Young" introduzem o tema principal do álbum; "aceitação desconfortável de Adele da idade adulta". Outra inspiração por trás do disco veio de sua maternidade, assim como o álbum de estúdio da cantora Madonna, Ray of Light (1998), e sua música "Frozen". Embora Adele tenha esclarecido que não foi exposta ao catálogo da estadunidense em tenra idade, ela se sentiu motivada a incluir elementos de música eletrônica em seu trabalho depois de ouvi-la; "Acredito em tudo o que ela diz. Algumas das músicas são uma ode ao seu primeiro filho [Lola Leon], e eu precisava de algo assim para me desafiar". Junto com Ray of Light, Adele também ouviu o quinto álbum de estúdio do músico Moby, Play (1999).

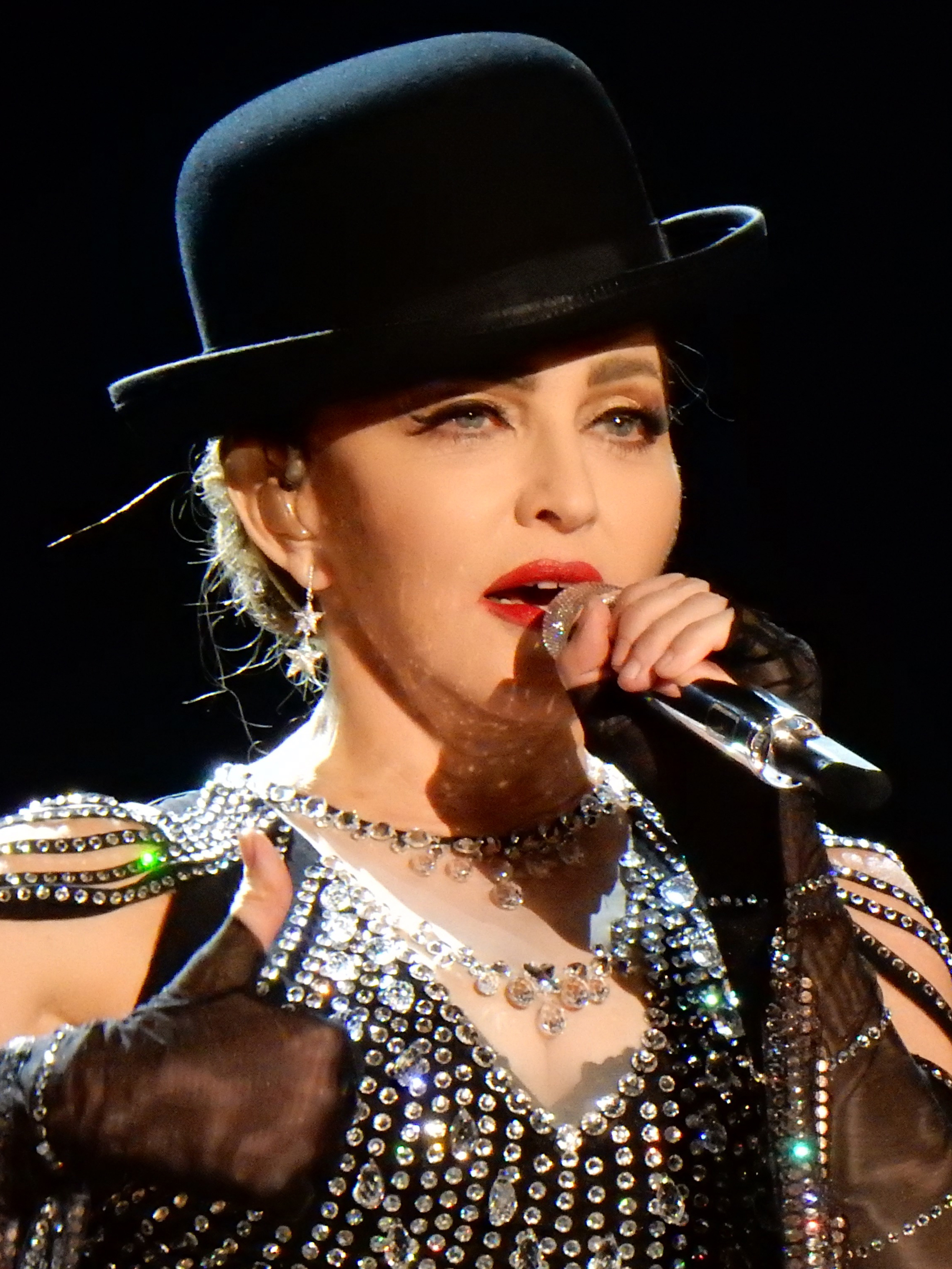
Adele apontou Madonna como uma das suas inspirações em 25.

Composto por onze faixas, 25, contém instrumentos como piano, guitarra, violino, bateria, e percussão em apoio às suas canções. Sua produção incorporou o uso de elementos eletrônicos e padrões rítmicos criativos, ao contrário de seu antecessor, com elementos de R&B dos anos 1980 e órgãos dos anos 1980. Isso partiu do desejo de Adele em se afastar da atmosfera plácida de 21 e adicionou sintetizadores e bateria para trazer um tom mais acelerado a composição de 25. No âmbito musical, o álbum é focado em um amplo apelo de música popular, consistindo de faixas predominadas pelos gêneros pop, R&B e soul, e assim como seus lançamentos anteriores, concentra-se em atingir estilos, elementos e públicos "gospel, R&B, jazz, [e] folk". Descrevando-o como uma coleção de "baladas panorâmicas e desvios lindamente executados", Leah Greenblatt, da revista Entertainment Weekly, observou a "produção majestosa" do produto, caracterizando-a como sendo construída sobre melancolia de tons menores, floreios estilísticos e simplicidade. Leonie Cooper, da NME, resumiu tal produção como uma mudança de "balada temperamental para grooves de jazz esfumaçados", enquanto um revisor da Us Weekly afirmou que o álbum foi construído sobre baladas de piano, grooves de R&B, arranjos minimalistas, gospel, blues e violões. Os vocais de Adele em 25 foram descritos como capazes de transmitir emoção. Eles foram notados por Samantha O'Connor, editora da The 405, como variando de "rugidos estrondosos e falsetes de quebrar costelas sobre grandes e dramáticos toques de piano a estrondos difusos e quentes de seu registro vocal inferior", e foram caracterizados como tendo uma entrega crua, com engenharia mínima, deixando "suas idiossincrasias vocais para trazer mais profundidade" ao álbum. Bruce Handy, escrevendo Vanity Fair, afirmou que a cirurgia na garganta da artista em 2012 não afetou sua voz, continuando a dizer que seu canto ainda continha caráter e poder: acordes com os pulmões de Céline Dion, ou mesmo de Tom Jones".
"Não é tão temático quanto meu último trabalho. A razão pela qual o rotulei de 'disco de recuperação' parece super clichê, mas meu último álbum foi rotulado de 'disco de rompimento', e com razão, porque foi sobre um rompimento. Este é sobre como eu me sinto, em oposição a como outra pessoa me fez sentir, é sobre como eu me fiz sentir".
— Adele falando sobre a temática lírica de 25, em uma entrevista com Sirius XM.
25 abre com "Hello", uma balada ao piano fortemente inspirada na música soul. Durante o refrão, Adele é ouvida cantando as linhas do tema sobre um respaldo vocal, acordes de piano e bateria. Neil McCormick, do Telegraph, definiu-a como uma "bela canção de perda e arrependimento", e uma "balada monstruosa" com vocais transparecendo melancolia que são bastante convincentes para os ouvintes. Liricamente, a música discute temas como saudade e luto, e simula uma conversa onde o assunto ainda é coração partido, mas, desta vez, ela está do outro lado: a pessoa que errou e, por vezes, parece lamentar-se por deixar um grande amor ir embora. Sua sucessora é "Send My Love (To Your New Lover)", uma música pop e  R&B, com um som enérgico, que fora comparada a trabalhos de Taylor Swift. Segundo a intérprete, é uma música inspirada em um ex-namorado, na qual ela canta alegremente porque "ele se foi" de sua vida. Inicia-se com a artista dizendo no estúdio — "Apenas a guitarra. OK, legal" — antes de acordes de violão e percussão tocada à mão se entrelaçarem ao seus vocais. Em seguida, seu canto harmônico em camadas espessas e arranjos mais completos começam, enquanto o "refrão arrebatador" a mostra interpretando-a em um tom animado. Notou-se que seu som tem um ritmo diferente "para distinguir a faixa do restante do disco". "I Miss You" é um híbrido de estilo folk e instrumentais formados por bateria pesada tocada por Adele e Paul Epworth. Foi descrita como "explicitamente sedutora" devido à letra: "Me faça cair de joelhos / Deixe-me cair em sua gravidade/ E me beije até que eu volte à ver a vida/ Seu corpo sobre mim", que segundo a vocalista, apesar de "parecer muito sexual. É sobre todos os aspectos da intimidade em um relacionamento". "When We Were Young" é outra balada ao piano, co-escrita por sua intérprete junto com Tobias Jesso Jr., após uma conversa em um jardim de aproximadamente cinco horas. Musicalmente derivada do soul, é construída em torno de acordes de piano, que enfatizam os vocais de Adele. Inspirada na visão de reencontrar conhecidos na velhice, explora o medo de envelhecer e a perda da juventude.
"Se eu ainda estivesse escrevendo sobre ele, seria terrível [...]. 'Hello' tem a ver com me reagrupar, me reconectar comigo mesma. Quanto à frase "olá do outro lado": Parece um pouco mórbido, como se eu estivesse morta. Mas na verdade é apenas o outro lado de se tornar um adulto, saindo vivo do final da adolescência, início dos vinte anos".
— Adele falando sobre "Hello".

"Esta música é meu foda-se [para seu ex namorado]. Parece óbvio, mas acho que você só aprende a amar de novo quando se apaixona novamente. Estou naquele lugar. Meu amor é profundo e verdadeiro pelo meu homem, e isso me coloca em uma posição onde posso finalmente estender a mão para o ex. Deixe-o saber que o superei"

— Adele dando as suas considerações sobre a inspiração principal por detrás de "Send My Love".
A quinta faixa de 25, "Remedy", outra balada ao piano, foi inspirada em várias pessoas importantes na vida da artista, principalmente seu filho, Angelo, para a qual um critico sentiu que "parece capturar o amor incondicional que ela tem por seu primogênito". Em seguida, vem "Water Under the Bridge", um pop e soul de ritmo médio, com influências da música dos anos 1980 e R&B. Sob uma instrumentação formada por guitarras e tarolas reverberantes, inicia-se com uma batida de bateria eletrônica e um riff de trip hop tropical, seguido por uma melodia de jazz. Após uma série de mudanças importantes, um coral gospel ao fundo "finalmente surge" em direção ao seu clímax. Aqui, Adele reflete sobre perdão e detalha o ponto incerto e crucial de um namoro em que se determina se o parceiro está disposto a trabalhar para fazê-lo ter êxito. A canção gospel "River Lea" é constituída por uma vibração fantasmagórica e sons de teclado. Utilizando-se de metáforas em sua letra, cita o Rio Lea, um afluente do Rio Tâmisa em Londres, no qual Adele reflete como suas águas poluídas afetaram seu sangue durante sua infância resultando em falhas em seus relacionamentos futuros.
Em "Love in the Dark", os vocais de Adele são acompanhados por acordes delicados de uma orquestra de cordas e piano em movimento para amplificar o impacto emocional. Narra a recusa da cantora em amar às escondidas e a distância entre ela e seu amado não fisicamente, mas em ideais. "Million Years Ago", como "When We Were Young", é uma balada reflexiva e autobiográfica. Com instrumentação concretizada apenas por acordes de violão, encontra a cantora ansiando "pela normalidade de sua infância não tão distante. Entrelaçada com toques do Oriente Médio ao fundo que remetem a 'Frozen' de Madonna". Christina Garibaldi, da MTV News, relacionou a sua temática às declarações de Adele sobre seu medo da fama e como isso afetou a sua vida pessoal e de todos ao seu redor, cantando sobre a falta que sente do ar, de sua mãe e de seus amigos, mas sua "vida está passando e tudo o que posso fazer é assistir e chorar". "All I Ask", a décima e penúltima obra de 25, é uma balada apoiada unicamente por um piano. Com sua letra, a intérprete se dirige a um amante a quem pede mais uma noite, que seria seu último encontro. Também da MTV News, o colunista Garibaldi escreveu que "essa música é tão emocionante que você pode sentir o coração de Adele quebrar em mil pedaços enquanto ela canta a música". Encerrando o disco, "Sweetest Devotion" mostra a artista canalizando todo o seu amor ao filho na letra da canção, sob um instrumental composto por bateria, guitarra picante e uma melodia melancólica.

## Lançamento e capa
Uma data de lançamento para 25 foi especulada pela primeira vez no início de agosto de 2014, quando Paul Moss sugeriu que o álbum seria lançado em 2014 ou 2015. No entanto, contas arquivadas pela gravadora de Adele, a XL Recordings em outubro de 2014 descartaram a possibilidade de um lançamento naquele ano. Em agosto do ano seguinte, a Billboard informou que o selo tinha intenções de lançar o álbum em novembro. Foi ainda revelado que seu lançamento não ocorreria antes do prazo do Grammy, em 30 de setembro. O músico Naughty Boy disse aos repórteres que a liberação seria em setembro e que vários artistas, incluindo sua colaboradora frequente Emeli Sandé, estariam adiando seus lançamentos para evitar competir com Adele. No entanto, relatórios posteriores indicaram que as faixas do álbum ainda estavam sendo mixadas em Hollywood e preparadas para um possível lançamento antes do Dia de Ação de Graças. A Billboard confirmou esses relatos, revelando que o disco seria publicado em 20 de novembro, o que foi reafirmado pela página de Adele no Facebook em 22 de outubro.
Um dia antes do lançamento oficial do álbum, foi noticiado que a cantora havia decidido não lançá-lo por meio de serviços de streaming como Spotify e Apple Music. Adele expandiu essa decisão em uma entrevista à Time, afirmando: "Eu não consumo streaming. [...] Eu baixo e compro uma [cópia] física apenas para compensar o fato de que alguém em algum lugar não está fazendo o mesmo. Acho streaming um pouco descartável. Eu sei que é o futuro da música, mas não é a única maneira de consumi-la. Não posso jurar fidelidade a algo que ainda não sei como me sinto". No entanto, os singles do projeto foram disponibilizados nesse formato nos dias de seus respectivos lançamentos; Adele explicou no Today que isso se deve as reproduções de rádio que estes já estariam recebendo. Em 15 de outubro, ela divulgou a capa oficial do álbum, foograda por Alasdair McLellan, onde aparece apenas de rosto, a olhar para a câmera de forma inexpressiva, sob maquiagem leve e em tons preto e branco. Da mesma forma que os antecessores, Adele afirmou que o título do álbum é um reflexo de sua vida e estado de espírito aos 25 anos. A lista final de faixas foi revelada em 22 seguinte, enquanto sua disponibilização ocorreu nos formatos CD, vinil e download digital em duas edições, uma padrão e outra deluxe, trazendo três faixas bônus nesta última. Já na China e Japão, seu lançamento ocorreu apenas nos dias 2 e 21 de dezembro, respectivamente. Por fim, sua liberação nos serviços de streaming só foi ocorrer em 24 de junho de 2016.

## Recepção

### Crítica profissional
25 recebeu avaliações positivas de críticos musicais, que elogiaram sua produção e o desempenho vocal de Adele. Entretanto, alguns notaram execessos de semelhanças com a produção de 21. No agregador de resenhas Metacritic, com base em trinta e cinco análises recolhidas, concedeu ao álbum uma média de 75 pontos, que vai até cem, indicando "análises geralmente positivas". Neil McCormick, do The Daily Telegraph, entregou cinco estrelas totais ao álbum, por suas "músicas perfeitamente elaboradas — melodias elegantemente fluídas, letras diretas e verdadeiras e produção ricamente texturizada". Além de enaltecer os vocais da artista por transmitirem "alegria", mesmo nas interpretações mais dolorosas. Com a mesma atribuição, Jon Dolan, da revista Rolling Stone aclamou o trabalhou em sua análise, proferindo que a música de 25 transparece maturidade e que o "humor nostálgico do álbum é o ajuste perfeito para uma artista que remonta décadas por suas influências, mesmo que sua urgência de tudo ou nada pareça totalmente moderna". Ele enalteceu a interpretação de Adele por "infundir qualquer linha com nuance e poder", o que "mais uma vez prova que ela está entre as maiores intérpretes de letras românticas". Stephen Thomas Erlewine, do banco de dados Allmusic, emitiu cinco estrelas e meia de cinco totais, elogiando a progressão musical da artista, dizendo que "embora os temas abordados permanecem os mesmos, Adele não é a mesma cantora de 2011, nem 25 é uma cópia exata de 21"; Observando também que o álbum possuí músicas que valem ser ouvidas e cantadas por anos após o seu lançamento inicial, atribuindo o apelo emocional de suas "letras e a interpretação de Adele, que acentuam como ela definitivamente reivindicou a exploração do desgosto emocional para si".
| Críticas profissionais | Críticas profissionais |
| Pontuações agregadas   | Pontuações agregadas   |
| Fonte                  | Avaliação              |
| ---------------------- | ---------------------- |
| Metacritic             | 75/100                 |
| Avaliações da crítica  |                        |
| Fonte                  | Avaliação              |
| AllMusic               | [ 50 ]                 |
| The Daily Telegraph    | [ 44 ]                 |
| Entertainment Weekly   | A−                     |
| The Guardian           | [ 23 ]                 |
| The Independent        | [ 60 ]                 |
| NME                    | 3/5                    |
| Pitchfork              | 7.3/10                 |
| Rolling Stone          | [ 26 ]                 |
| Spin                   | 6/10                   |
| USA Today              | [ 55 ]                 |

A repórter da Billboard, Jody Rosen classificou-o com quatro estrelas de cinco, avaliando que "25 é antes de tudo uma vitrine da voz titânica" da artista e que em "All I Ask" é onde "seu canto brilha ainda mais". Já em "Love in the Dark" e "Sweetest Devotion", a intérprete revisita "temas saturados de mágoa e elevação", para Rosen, que foi mais favorável a "Send My Love (To Your New Lover)", sentindo que esta transparece "mais vivacidade do que qualquer outra em 25". Resenhista do portal Pitchfork, Amanda Petrusich deu uma nota 7.3 de 10 para o álbum, destacando as habilidades vocais de sua intérprete por "permanecerem incomparáveis", além de prezá-la por, segundo ele, passar a transmitir a mensagem ao seu ouvinte de auto superação após o termino de um relacionamento. Maeve McDermott, do jornal USA Today, emitiu quatro estrelas e meia de um total de quatro, compartilhando de opinião semelhante a de Petrusich em relação aos vocais da artista e elogiando as produções de Kurstin e Epworthm, dizendo que eles "criam faixas que soam exuberantes". Leah Greenblatt, jornalista da Entertainment Weekly, sentiu que 25 transparece novo e familiar ao mesmo tempo e que seu conteúdo é formado por "uma bela, embora segura, coleção de baladas panorâmicas". Ele elogia Adele por abandonar a imagem de "mulher injustiçada" de 21, e aqui se mostrar "uma jovem mãe feliz que ainda pode acessar suas emoções mais ternas — e saber o quanto essa catarse significa para seus ouvintes — mas vindo agora de um lugar mais calmo e pacífico"; analisa, emitindo uma nota A−. Numa revisão para o The New York Times, o periodista Jon Caramanica, notou pouca variação temática nas letras de 25 mas o prezou por possuir a capacidade de parecer-se uma 'obra prima' mesmo "quando suas músicas mudam de fenomenais para mornas". Chris Gerard, da página PopMatters, opinou que o produto consegue "soar moderno e fresco" e manter "a vibração elegante que torna Adele uma presença tão arrebatadora". Sua voz é "fenomenal", descreve, embora as canções não lhe pareçam tão cativantes como as de 21. Ele enaltece a produção de vários produtores, como Mouse, por garantir que a música de Adele "não se torne um adulto contemporâneo antiquado" e encerra sua resenha refletindo que 25 "provavelmente não ampliará o apelo de Adele, mas certamente não a prejudicará de forma alguma. Nunca será igual ao sucesso quase incompreensível de 21, mas não precisa ser. Ela tem um talento fenomenal como vocalista. Podendo cantar a lista telefônica e valeria a pena ouvi-la".
"25 supera facilmente 19 e 21, e o puro talento e carisma de Adele são nada menos que de cair o queixo. Como alguém que sempre gostou dela, mas no passado às vezes não entendia seu enorme sucesso, este é o álbum que me convenceu completamente de que ela conquistou seu status. Ela é uma artista para todas as idades. Se esta época precisa de uma cantora que venda álbuns aos montes, ela é uma excelente escolha."
—Trecho da análise de Allan Raible, da ABC News.
Escrevendo para o Los Angeles Times, Mikael Wood notou que o álbum acrescenta novos temas e texturas a obra da artista, citando "When We Were Young" como exemplo onde ela "troca sua velha e justa acrimônia por um sentimento mais suave de saudade". Quanto a produção, Wood viu de forma positiva a colaboração de Kurstin e Mouse, escrevendo que ambos "reconhecem sua singularidade e trabalham duro para mantê-la, assim ajudando a preencher essas músicas com o máximo de Adele possível". Corbin Reiff, da página The A.V. Club, entregou uma nota A- para 25, apreciando a ampla gama de produção envolvida em sua elaboração, opinando que isso o torna "muito mais eclético do que 21" e que apesar de alguns tons menores que permeiam muitas de suas canções, ele consegue se desviar "de parecer uma experiência coletivamente melancólica". Sarah Murphy, da publicação canadense Exclaim!, elogiou 25 por — ao invés de seguir de onde 21 parou —, inaugurar uma nova era para Adele, uma que a ouve soando mais forte, mais segura e, bem, mais amadurecida. Para Wren Graves, da Consequence of Sound, que emitiu uma nota B, o disco não necessariamente superava seu antecessor, mas cumpria a missão de manter a atenção no trabalho da artista. Adjetivando-lhe de "gracioso, óbvio, habilmente cantado e cheio de verdades", Chris Richards, do The Washington Post, notou que 25 não suscita novos sentimentos, e é "construído para nos lembrar que a tristeza humana sempre parecerá mais universal do que a felicidade". Contudo, assim como os demais resenhadores, Richards elogiou a interpretação da artista, dizendo: "Mesmo quando Adele se emociona baixinho, ela soa alto. Mesmo quando ela canta sobre devastação romântica, ela projeta compostura".
Em análise para o The Independent, Andy Gill, entregou três estrelas de cinco, elegendo as músicas "River Lea" e "Send My Love (To Your New Lover)" como os "momentos isolados de variação musical espalhados aqui e ali pelo álbum", mas que no geral é "é gradualmente inundado pela típica balada ao piano sombria que é o lugar por onde Adele retorna". Já Leonie Cooper, da NME, atribuiu 3 de um total de 5 estrelas, avaliando que a vocalista se mostra bastante segura ao longo do álbum, o que resulta em uma acomodação para ela e sua equipe que optam por não correrem nenhum risco musical, ao invés disso "seguem uma fórmula que até agora resultou em 30 milhões de álbuns vendidos". Destacando, "Send My Love (To Your New Lover)" como o momento "mais próximo que '25' chega de apresentar algo novo". Com a mesma atribuição, Alexis Petridis, do The Guardian, ecoou pensamentos semelhantes, escrevendo que Adele peca por não apresentar "mais variedade" de temas em suas novas letras e que "o grande problema de 25 é que, em última análise, ele se concentra um pouco demais no passado". Sean Daly, da revista Spin, também observou pouca variação lírica, dizendo que até mesmo para uma artista que construiu sua carreira com um toque de passado a "nostalgia implacável" permeada em 25 "soa cansativa". Por sua vez, Caroline Framke, do Vox, observa que a falta de novas temáticas na obra é algo "decepcionante" e que "dilui seu poder". Jude Rogers, da revista eletrônica musicOMH, concorda, dizendo que as canções do álbum não exploram a "voz extraordinária" de Adele e que "da próxima vez, será bom ouvi-la sair dessa zona de conforto: apesar dela ter conquistado o direito de seguir essa fórmula testada e confiável, um pouco de experimentação pode ajudar". Em análise negativa, o critíco brasileiro Regis Tadeu, avaliou que 25 é formado por canções "tão bem elaboradas quanto uma tempestade de detritos cósmicos. É um "chororô" tão enfadonho e repetitivo que parece que em vários momentos da produção deste álbum faltou oxigênio na cabeça de todo mundo envolvido". Expressando que "Remedy" e "When We Were Young" dão a sensação de "onde foi que eu ouvi isto antes?" e que "traz Adele exagerando novamente no histrionismo". Ele cita a quase desistência da artista por sua carreira e lamenta que ela não tenha "ouvido os sinais que recebeu".

### Reconhecimento
25 foi listado em diversas publicações de final de ano como um dos maiores lançamentos de 2015. O portal Digital Spy elegeu-lhe o melhor do período, sendo considerado como "uma sequência digna" de 21 pela equipe de redatores, que o definiram como "uma janela da alma" de Adele, mas também algo "com o qual todos podemos nos relacionar à nossa maneira". Também foi considerado o melhor pelo jornal The News-Herald que observou que as expectativas para seu lançamento foram quase tão grandes quanto a de um novo filme da saga Star Wars e faz jus a isso, a qual atribuí aos produtores e colaboradores "que fizeram exatamente o que deviam – apenas sentar e não atrapalhar a voz dela". A Rolling Stone, listou-o como o segundo melhor e escreveu que a "espera doentia de quatro anos" por seu lançamento foi diferente de tudo o que vimos nesta década — e ele não decepcionou em sua chegada triunfal. O US Weekly, também o considerou o segundo melhor de 2015, com Por Ian Drew chamando Adele de "Nossa Senhora da Voz de Ouro". Posicionando-o na mesma colocação numa lista com 50 projetos, Allan Raible, da ABC News, previu que 25 será lembrado não só como um álbum que mudou a indústria da música, mas também por oferecer "um forte lote de músicas interpretadas por uma cantora muito talentosa". Por sua vez, a Entertainment Weekly posicionou-o na terceira colocação, dizendo que o álbum é como um automóvel de luxo: "elegante e suave, com uma força bruta". Para a Rap-Up, que reuniu 10 trabalhos lançados em 2015, 25 foi o 4.º melhor, observando que nele Adele troca a tristeza de 21 por um lado mais profundo e maduro.
Os editores da Billboard o posicionarem em quinto lugar, notando que seu conteúdo "está cheio de músicas destinadas a serem sucessos". De acordo com o San Diego Union-Tribune este foi melhor álbum de 50, com um editor o adjetivando de "íntimo e grandioso". O jornalista Jon Pareles, do The New York Times, ranqueou-o no 6.º posto entre os melhores do ano, prezando a vocalista por "seguir em frente" e abandonar as lamentações de uma "amante vingativa e rejeitada de 21", concluindo: "Claro, ela pode ser lacrimosa, porque todos nós precisamos de um bom choro às vezes". Sem uma posição particular, o New York Daily News incluiu 25 entre os melhores discos do ano, dizendo que ele "transmite uma atmosfera antiga e conta inúmeras histórias de um amor que se perde com faixas sedutoras como 'I Miss You' e 'Hello'". Retrospectivamente, a Billboard posicionou o disco na 77.ª colocação entre os 100 melhores da década de 2010, com um revisor refletindo que "embora não tenha atingindo o impacto cultural de 21", ele "de forma alguma decepcionou". Ademais, foi adicionado ao livro 1001 Albums You Must Hear Before You Die, que compila os 1001 álbuns necessários de se ouvir antes de morrer.
Além de presenças em listas, 25 rendeu prêmios a sua intérprete. Em 2016, durante a 36.ª edição dos Brit Awards, ela concorreu em cinco categorias, nos quais ganhou quatro, incluindo Álbum Britânico do Ano e Single Britânico do Ano, com esta última sendo direcionada a "Hello". Este feito igualou-a a Blur como os artistas a obter o maior número de vitórias em uma única noite. Recebeu nove nomeações aos Billboard Music Awards, vencendo cinco, incluindo Top Billboard 200 Album por 25 e Top Selling Song por "Hello". Dois reconhecimentos foram conquistados no canadense Juno Awards, sendo Álbum Internacional do Ano por 25 e Vídeo do Ano por "Hello". Os American Music Awards nomeou Adele em quatro categorias durante sua 44ª edição, incluindo Álbum Pop/Rock Favorito por 25 e Canção Pop/Rock Favorita por "Hello", mas perdeu ambas para Purpose e "Love Yourself", respectivamente, ambos de Justin Bieber. Em 2017, durante a 60ª edição dos Grammy Awards, o trabalho faturou os seis troféus em que concorria: Álbum do Ano e Melhor Álbum vocal de Pop por 25, enquanto "Hello" ganhou Gravação do Ano, Canção do Ano e Melhor Desempenho Solo de Pop. Além disso, seu produtor Greg Kurstin venceu como Produtor do Ano, Não Clássico. Com isso, Adele converteu-se na primeira mulher na história a ganhar os três troféus de maior prestígio da cerimônia — Álbum, Gravação e Canção do Ano — por duas vezes, vencendo anteriormente todas as três em 2012. Ela também foi o primeiro artista a ganhar Álbum do Ano com lançamentos consecutivos desde que Stevie Wonder angariou-o por três vezes consecutivas na década de 1970. Contudo, sua vitória nessa categoria gerou ainda grande controvérsia, uma vez que vários veículos de mídia apontavam como certa que Beyoncé o obteria com seu aclamado disco Lemonade (2016). A própria Adele em seu discurso de agredecimento, ecoou esses pensamentos, dedicando o troféu a ela e dizendo: "Não posso aceitar esse prêmio. Estou agradecida, mas a artista da minha vida é Beyoncé". Algumas publicações acusaram a The Recording Academy de racismo.

### Impacto
Em outubro de 2015, vários jornalistas especularam que outros artistas haviam adiado os lançamentos de seus álbuns para evitarem competir com Adele nas paradas, como Justin Bieber, Rihanna, Sam Smith, e One Direction que fizeram isso para que suas vendas não fossem afetadas. Nos Estados Unidos, o número de CDs enviado às lojas pela Columbia Records foi o maior desde o envio de 2 milhões e 400 mil cópias de No Strings Attached do NSYNC em 2000. Outras 1 milhão de cópias do produto foram enviadas para varejistas do Reino Unido, incluindo HMV e a Tesco. Ian Topping, executivo-chefe da HMV, afirmou que a empresa teve um ótimo começo com o álbum e as vendas superaram suas expectativas, continuando a dizer que foi o "disco mais vendido em muitos anos". Após seu lançamento, os jornalistas relataram que 25 conseguiu incentivar o público a voltar a comprar cópias físicas, em comparação com o streaming. Adam Shewin, do The Independent, afirmou ainda que o trabalho "impulsionou compradores casuais de volta às lojas físicas restantes e podem até ter apresentado a uma nova geração às delícias da propriedade".
Foi descrito como salvador da indústria, que estava vendo lucros cada vez menores com ascensão de download e streaming como métodos populares de consumo de música. Também foi conhecido por impulsionar as vendas da varejista Target, que comercializou a edição extra com 25 faixas, durante o Dia de Ação de Graças e a Black Friday. O CEO da empresa, Brian Cornell, afirmou que 25 foi "o maior lançamento que já tivemos — isso vai quebrar todos os recordes para nós" e que sua data de lançamento, 20 de novembro, fim de semana antes do Dia de Ação de Graças, "realmente ajudou a trazer muitas pessoas para suas lojas". A Billboard declarou em janeiro de 2016 que em 2015, as vendas gerais de álbuns digitais e físicos sofreram um declínio de 6% em relação a 2014. 25 é creditado por ter controlado esse declínio contínuo. Observou-se também que se não fosse por seu sucesso, a queda de 6% teria sido de 9%, já que representou 3,1% de todo o total de compras de discos naquele ano.

## Singles

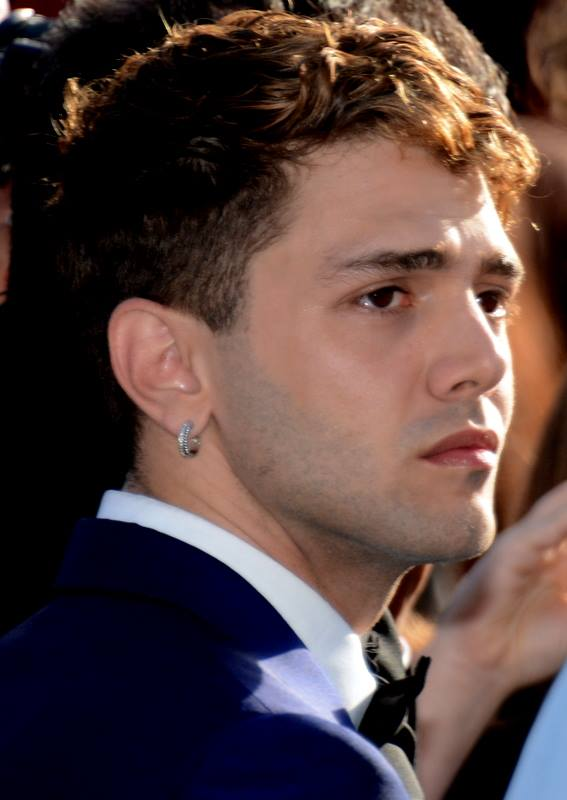
O vídeo musical de "Hello", primeiro single de 25, foi dirigido por Xavier Dolan.

"Hello" foi lançado como o single inicial de 25 em 23 de outubro de 2015. Seu envio para as estações de rádio estadunidenses ocorreu em 26 do mesmo mês. A obra foi aclamada pelos críticos musicais, os quais comparara-no favoravelmente aos trabalhos anteriores de Adele e elogiaram suas letras, produção e o desempenho vocal da artista. Comercialmente, obteve um excelente desempenho, atingindo a primeira posição em 36 países, incluindo o Reino Unido, onde se tornou a segunda liderança de Adele, seguindo "Someone like You", e teve as maiores vendas na semana de liberação em três anos. Nos Estados Unidos, converteu-se na quarta obra da artista a culminar na tabela musical Billboard Hot 100, permanecendo no topo por dez semanas consecutivas, além de tornar-se a primeira canção a vender mais de um milhão de cópias digitais em 7 dias. Um vídeo musical acompanhante foi divulgado pela cantora em 7 de maio; a gravação, dirigida por Xavier Dolan, deteve o recorde da plataforma Vevo para o maior número de visitas em 24 horas, com 27,7 milhões de visualizações. Filmado em tom sépia, o trabalho mostra Adele cantando a música dentro e fora de uma pequena casa localizada em uma floresta arborizada, intercalada com cenas dela fazendo um telefonema e relembrando um relacionamento amoroso passado.
Em 22 de janeiro de 2016, "When We Were Young" foi liberado como o segundo foco de promoção do material. Assim como o seu antecessor, foi louvado pela imprensa musical, com elogios direcionados à sua produção e letras emocionais. Em termos comerciais, obteve um desempenho moderado, alcançando os dez melhores lugares em 11 países, incluindo Canadá, Reino Unido, e Suíça, entre outros, enquanto que nos Estados Unidos, alcançou até o 14.º posto da Billboard Hot 100.
"Send My Love (To Your New Lover)", foi divulgado como o terceiro single do disco. Inicialmente enviado as rádios convencionais estadunidenses em 13 de maio de 2016 e sendo lançado digitalmente três dias depois. Recebeu uma resposta positiva dos críticos de música, que a consideraram como uma das faixas de destaque em 25. Comercialmente, conseguiu obter uma recepção maior que a de seu antecessor, listando-se entre os dez melhores em países como Bélgica, Canadá e Reino Unido, enquanto que nos Estados Unidos liderou a genérica Mainstream Top 40 e obteve a décima colocação como melhor na Billboard Hot 100. Ao contrario de seu antecessor que não obteve um vídeo musical, o deste, dirigido por Patrick Daughters, apresenta Adele cantando a música em um fundo preto com muitas fotos de si mesma sobrepostas umas às outras. "Water Under the Bridge" foi liberado como o último foco de promoção de25  em 4 de novembro. Os analistas elogiaram a interpretação de Adele, embora alguns tenham achado que era muito alto e criticaram algumas das escolhas de produção. No campo comercial, alcançou um sucesso moderado, posicionando-se dentre os dez primeiros colocados em Israel, Polônia, Bélgica e Islândia, enquanto que nos Estados Unidos e Reino Unido atingiu apenas o número 26 e 39, respectivamente.

## Promoção

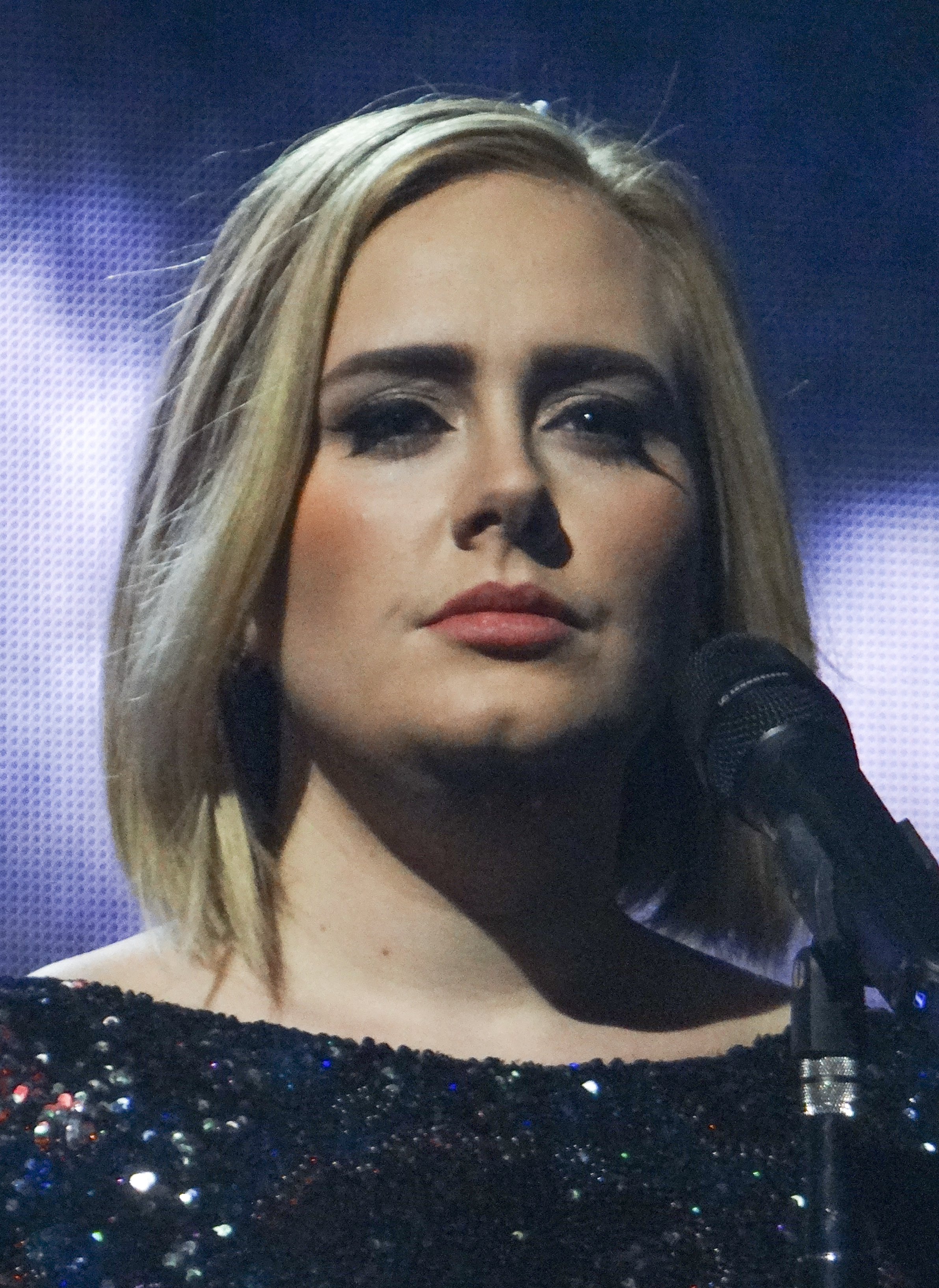
Adele apresentando-se em 2016, durante a passagem da turnê do álbum por Nashville.

De modo a promover 25, a BBC One exibiu em 20 de novembro, mesmo dia em que o álbum foi lançado, um especial de uma hora de duração dedicado a Adele. No programa, a artista concedeu uma entrevista para Graham Norton e apresentou-se ao vivo diante de uma platéia selecionada. Em 27 de outubro, sua participação no Saturday Night Live foi ao ar, onde ela interpretou "Hello" e "When We Were Young". Já no dia 30, realizou um concerto especial, intitulado Adele Live in New York City, no Radio City Music Hall. Mais tarde, a NBC transmitiu o evento como parte de sua programação de final de ano.
Em janeiro de 2016, a musicista esteve no programa The Late Late Show with James Corden, onde executou "Hello", "All I Ask" e algumas canções de seu catálogo anterior, além de participar de um quadro da atração. No mês seguinte, foi escalada para se apresentar na 58.ª edição dos Grammy Awards. Usando um vestido de renda vermelho, a cantora deu voz a "All I Ask". Enquanto cantava, um provável som de violão que não condizia com a música "invadiu" o show e tirou a concentração da artista. O problema foi rapidamente resolvido, mas apenas depois que seu microfone e todo o áudio foram cortados. Também esteve em outra cerimônia de premiação para divulgar seu álbum, o Brit Awards; na oportunidade, interpretou "When We Were Young" usando um vestido brilhante de comprimento médio. No The Ellen DeGeneres Show, em 18 de fevereiro, a artista foi entrevistada por Ellen DeGeneres e apresentou-se com "All I Ask" e "When We Were Young".
À parte disso, Adele embarcou em sua terceira turnê, intitulada Adele Live 2016, que decorreu de fevereiro a novembro de 2016. A primeira etapa começou em Belfast em 29 de fevereiro na Odyssey Arena antes de se mover pela Europa continental e terminar em Antuérpia no Sportpaleis em 15 de junho. A segunda etapa começou em 5 de julho no Xcel Energy Center em Saint Paul, Minnesota e continuou nos Estados Unidos e Canadá com várias datas em cada local. Foi originalmente programado para terminar em 2 de julho de 2017, em Londres, no Estádio de Wembley, entretanto, em 30 de junho, Adele anunciou através da mídia social que estaria cancelado suas duas últimas apresentações por conselho médico devido a lesões vocais. Sua demanda foi extremamente alta e todos os shows esgotaram minutos depois de serem colocados à venda. Mais de 500 mil fãs se registraram no site da artista para comprar ingressos, com 57 mil sendo vendidos para as 12 apresentações realizadas no Reino Unido.

## Alinhamento de faixas
| 25             |                                    |                                                           |                  |         |  |
| N.º            | Título                             | Compositor(es)                                            | Produtor(es)     | Duração |  |
| 1.             | "Hello"                            | Adele Adkins Greg Kurstin                                 | Kurstin          | 4:55    |  |
| 2.             | "Send My Love (To Your New Lover)" | Adkins Max Martin Shellback                               | Martin Shellback | 3:43    |  |
| 3.             | "I Miss You"                       | Adkins Paul Epworth                                       | Epworth          | 5:48    |  |
| 4.             | "When We Were Young"               | Adkins Tobias Jesso Jr.                                   | Ariel Rechtshaid | 4:51    |  |
| 5.             | "Remedy"                           | Adkins Ryan Tedder                                        | Tedder           | 4:05    |  |
| 6.             | "Water Under the Bridge"           | Adkins Kurstin                                            | Kurstin          | 4:00    |  |
| 7.             | "River Lea"                        | Adkins Brian Burton                                       | Danger Mouse     | 3:45    |  |
| 8.             | "Love in the Dark"                 | Adkins Samuel Dixon                                       | Dixon            | 4:46    |  |
| 9.             | "Million Years Ago"                | Adkins Kurstin                                            | Kurstin          | 3:46    |  |
| 10.            | "All I Ask"                        | Adkins Bruno Mars Philip Lawrence Christopher Brody Brown | The Smeezingtons | 4:32    |  |
| 11.            | "Sweetest Devotion"                | Adkins Epworth                                            | Epworth          | 4:12    |  |
| Duração total: | Duração total:                     | Duração total:                                            | Duração total:   | 48:24   |  |

| 25 – Faixa bônus da edição japonesa |                      |                    |                                   |         |  |
| N.º                                 | Título               | Compositor(es)     | Produtor(es)                      | Duração |  |
| 12.                                 | "Can't Let Go"       | Adkins Linda Perry | Perry                             | 3:18    |  |
| 13.                                 | "Lay Me Down"        | Adkins Jesso       | Mark Ronson Lil Silva (adicional) | 4:30    |  |
| 14.                                 | "Why Do You Love Me" | Adkins Rick Nowels | Rechtshaid                        | 4:00    |  |
| Duração total:                      | Duração total:       | Duração total:     | Duração total:                    | 60:12   |  |

## Equipe e colaboradores
Todo o processo de elaboração de 25 atribui os seguintes créditos:
Locais de gravação
- Mixado no Electric Lady Studios, Nova Iorque; Capitol Studios, Los Angeles; MixStar Studios, Virginia Beach; Larrabee Studios, Los Angeles
- Masterizado no Sterling Sound, Nova Iorque

Músicos
- Adele: vocais (todas as faixas), bateria (faixa 1), guitarra (faixa 2), piano (faixa 11)
- Leo Abrahams: guitarra (faixa 13)
- Victor Axelrod: piano (faixa 13)
- Thomas Brenneck: guitarra (faixa 13)
- Christopher Brody Brown: piano (faixa 10)
- Will Canzoneri: clavinete, piano, Rhodes (faixa 14)
- Danger Mouse: piano, guitarra, orgão, e programação (faixa 7)
- Samuel Dixon: piano e sintetizador (faixa 8)
- Paul Epworth: programação e percussão (faixas 3, 11); bateria, baixo, piano, orgão, e guitarra (faixa 3)
- FILMharmonic Orchestra: cordas (faixa 8)
- Declan Gaffney: baixo, percussão (faixa 7)
- Este Haim: pandeireta (faixa 13)
- Emile Haynie: instrumentação adicional (faixa 1)
- Tom Herbert: baixo (faixa 11)
- Tobias Jesso Jr.: vocais de apoio e piano (faixa 4)
- Adam Klemens: maestro (faixa 8)
- Greg Kurstin: baixo (faixas 1, 6, 9); bateria, guitarra, piano, e teclado (faixas 1, 6); violão (faixa 9)
- Oliver Kraus: arranjo de cordas (faixa 8)
- Benji Lysaght: guitarra (faixas 4, 14)
- Roger Manning, Jr: teclado eletrônico e B3 (faixa 4), sintetizador (faixa 14)
- Max Martin: vocais de apoio (faixa 2)
- Nick Movshon: baixo (faixa 13)
- Nico Muhly: piano e harmônica (faixa 4)
- Dave Okumu: guitarra (faixa 11)
- Linda Perry: piano (faixa 12)
- Greg Phillinganes: piano (faixa 10)
- Petr Pycha: empreiteiro de orquestra (faixa 8)
- Ariel Rechtshaid: programação, sintetizadores e percussão (faixas 4, 14); vocais de apoio (faixa 4)
- Mark Ronson: sintetizador e pandeiro (faixa 13)
- Gus Seyffert: baixo (faixas 4, 14)
- Shellback: programação e percussão (faixa 2)
- Lil Silva: programação (faixa 13)
- Homer Steinweiss: bateria (faixa 13)
- Pablo Tato: guitarra (faixa 11)
- Leo Taylor: bateria (faixa 11)
- Ryan Tedder: piano, teclados MKII, e baixo Moog (faixa 5)
- Nikolaj Torp Larsen: piano (faixa 11)
- Joey Waronker: bateria (faixas 4, 14)

Produção
- Aaron Ahmad: assistência de gravação (faixa 4)
- Phil Allen: engenharia vocal (faixa 13)
- Ben Baptie: engenharia (faixa 13)
- Josh Blair: engenharia (faixa 13)
- Julian Burg: engenharia (faixa 1, 6, 9)
- Christopher Cerullo: assistência de gravação (faixa 4)
- Austen Jux Chandler: engenharia (faixa 4)
- Tom Coyne: masterização
- Cameron Craig: engenharia (faixa 8)
- Riccardo Damian: engenharia (faixa 13)
- Danger Mouse: produção musical (faixa 7)
- John DeBold: assistência de gravação (faixa 4)
- Jacob Dennis: assistência de gravação (faixa 10)
- Samuel Dixon: produção e engenharia (faixa 8)
- Tom Elmhirst: mixagem (faixas 1, 3–5, 7–13)
- Paul Epworth: produção (faixas 3, 11)
- Luis Flores: assistência de gravação (faixa 12)
- Declan Gaffney: engenharia (faixa 7)
- Chris Galland: assistência de mixagem (faixa 14)
- Serban Ghenea: mixagem (faixas 2, 6)
- John Hanes: assistência de gravação (faixas 2, 6)
- Michael Harris: assistência de gravação (faixa 4)
- Joe Harrison: engenharia (faixa 13)
- Martin Hollis: assistência de gravação (faixa 5)
- Jan Holzner: engenharia (faixa 8)
- Michael Ilbert: engenharia (faixa 2)
- Joe Hartwell Jones: assistência de gravação (faixas 3, 11)
- Jens Jungkurth: engenharia (faixa 13)
- Chris Kasych: engenharia (faixas 4, 14)
- Greg Kurstin: produção e engenharia (faixas 1, 6, 9)
- Deshiell Le Francis: assistência de gravação (faixa 12)
- Manny Marroquin: mixagem (faixa 14)
- Max Martin: produção (faixa 2)
- Riley McIntyre: assistência de gravação (faixas 3, 11)
- Randy Merrill: masterização
- Charles Moniz: engenharia (faixa 10)
- Liam Nolan: engenharia (faixas 1, 6, 9, 14), engenharia vocal (faixa 13)
- Alex Pasco: engenharia (faixas 1, 6, 9)
- Linda Perry: produção e engenharia (faixa 12)
- Mike Piersante: engenharia (faixa 5)
- John Prestage: assistência de gravação (faixa 5)
- Ariel Rechtshaid: produção e engenharia (faixas 4, 14)
- Rich Rich: engenharia (faixa 5)
- Mark Ronson: produção (faixa 13)
- Nicholas Rowe: assistência de gravação (faixas 4, 14)
- Dave Schiffman: engenharia (faixas 4, 14)
- Ike Schultz: assistência de mixagem (faixa 14)
- Shellback: produção (faixa 2)
- Lil Silva: assistência de gravação (faixa 13)
- The Smeezingtons: produção (faixa 10)
- Ryan Smith: masterização de vinil
- Ryan Tedder: produção (faixa 5)
- Joe Visciano: assistência de mixagem (faixas 1, 3-5, 7-13)
- Matt Wiggins: engenharia (faixas 3, 11)

## Desempenho comercial

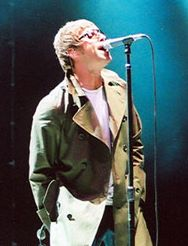
No Reino Unido, 25 obteve a maior vendagem semanal para um álbum de todos os tempos, um recorde que Be Here Now, de Oasis (imagem), sustentava desde 1997.

Em âmbito global, de acordo com a International Federation of the Phonographic Industry (IFPI), 25 foi o álbum mais vendido de 2015 e o segundo de 2016. Até fevereiro de 2018, suas vendas já haviam chego a 21 milhões. Em sua semana de lançamento comercializou 7 milhões de cópias, tornando-se o álbum a alcançar mais rapidamente essa marca em toda a história da música. Também culminou as tabelas do iTunes em 110 países poucos minutos após seu lançamento.
No país natal de Adele, o Reino Unido, no mesmo dia em que foi disponibilizado para pré-venda na Amazon, 25 se tornou o álbum mais encomendado da história do serviço. Ele estreou na 1ª colocação da UK Albums Chart, com mais de 800 mil e 307 cópias vendidas em sua primeira semana — o maior valor registrado por um disco em 7 dias, ultrapassando Be Here Now, de Oasis, que comercializou 663 mil e 389 unidades no período de lançamento em 1997. Desse total, 252 mil e 423 foram compras realizadas pela Internet — quebrando o recorde de maior vendagem digital em uma semana — e 548 mil foram físicas. Além disso, 25 ultrapassou a quantidade obtida na semana de estreia dos últimos 19 títulos que ocuparam o primeiro lugar do gráfico combinados. Também vendeu mais que os outros 86 mais adquiridos daquela semana somados. Com apenas dez dias, tornou-se o álbum a chegar mais rapidamente em 1 milhão de cópias vendidas em território britânico, superando Be Here Now, que alcançou esse número em 17 dias. Na edição seguinte, ao ser comercializado 439 mil e 337 vezes, marcou a melhor segunda semana de um disco no país e também foi a sexta maior vendagem semanal de todos os tempos. Nos próximos 7 dias, moveu outras 354 mil réplicas, dando-lhe o segundo maior número obtido em uma terceira semana desde The Circus (2008), de Take That, que marcou 382 mil. Em 18 de dezembro, 29 dias após seu lançamento, chegou a 2 milhões de réplicas distribuídas, o que o converteu não apenas no disco mais comprado no Reino Unido em 2015, mas também no que galgou esse valor em menor tempo. Durante sua quinta semana, 25 transportou 450 mil unidades adicionais, ocupando a cobiçada posição de liderança do gráfico no período natalino. Permaneceu por 13 semanas não consecutivas no topo e, até novembro de 2016, já haviam sido compradas 3 milhões e 12 mil réplicas do trabalho no país, sendo posteriormente reconhecido com onze certificados de platina pela British Phonographic Industry (BPI). Completou o ano como o mais adquirido, tornando-se apenas o terceiro álbum a repetir tal feito por dois anos consecutivos, depois de Bridge over Troubled Water (1970 e 1971), de Simon & Garfunkel, e Stars  (1991 e 1992), de Simply Red. Atualmente, 25 integra a lista dos discos de maior vendagem na história do Reino Unido.
Em outros lugares da Europa, 25 desempenhou-se grandiosamente. Na Alemanha movimentou 263 mil unidades em sua semana de estreia — a maior numeração semanal desde o lançamento de 12 (2007), de Herbert Grönemeyer. Em território francês, estreou em número um na Syndicat National de l'Édition Phonographique (SNEP), com 169 mil e 693 vendas — das quais 26 mil e 295 eram digitais. Com apenas um mês essa numeração excedeu 500 mil cópias, o que o tornou o álbum mais bem sucedido de 2015 no território. Paralelamente, culminou os mercados musicais de várias outras partes do continente, como Áustria, Bélgica, Espanha, Dinamarca, Países Baixos — que debutou com vendas acima de 120 mil cópias —, e Portugal. Na Austrália e Nova Zelândia, nações localizadas na Oceania, o conjunto também conquistou o cume das paradas oficiais em sua semana de lançamento; No primeiro, vendeu mais de 210 mil réplicas em cinco dias e 700 mil no total, suficientes para assegurar-lhe dez certificados de platina entregues pela Australian Recording Industry Association (ARIA). Enquanto no último, suas 18 mil e 766 compras, foram as mais altas na primeira semana da história do território. O recordista anterior era Susan Boyle, cujo I Dreamed a Dream (2009) movimentou pouco acima de 17 mil cópias em seu 7 dias iniciais. Lá, em reconhecimento às 180 mil cópias vendidas, a Recorded Music NZ (RMNZ) condecorou-o com doze certificados de platina.
Nos Estados Unidos, 25 vendeu 1 milhão e 49 mil exemplares em seu primeiro dia de disponibilidade, o que representou em média 62 mil compras por hora, e mil por cada minuto, sendo que 900 mil dessas foram realizadas somente através do iTunes; convertendo-se no álbum mais vendido da história da loja, um recorde até então pertencente ao registro auto-intitulado (2013) de Beyoncé. Ao completar quatro dias, seu total de vendas excedeu 2 milhões e 400 mil; a maior quantia registrada por um álbum em menor tempo naquele ano e no século 21. Acabou por debutar no topo da Billboard 200, com 3 milhões e 38 mil unidades equivalentes adquiridas. Tal valor, foi o maior já obtido por um disco em sua semana de lançamento — um feito anteriormente detido por NSYNC ao vender 2 milhões e 416 mil réplicas de No Strings Attached (2000) —, e a melhor semana de vendas por uma artista feminina, — superando os 1 milhão e 319 mil conquistados por Britney Spears com Oops!... I Did It Again (2000). Foi a maior vendagem semanal de um álbum desde do início da recolha de dados pela Nielsen Soundscan em 1991 e superior ao que os últimos títulos que lideraram a parada venderam combinados nas últimas 22 semanas. Um número maior também ao que qualquer álbum vendeu em três anos anteriores (2008, 2009 e 2013), bem como o mais alto já registrado desde dezembro de 2014, quando a tabela começou a rastrear a popularidade semanal com base em unidades gerais — o que inclui o consumo de álbuns nos formatos físico, digital e streaming. Nessa edição, 25 também contabilizou 96 mil unidades equivalentes a faixas e outras 8 mil em unidades equivalentes a streams, todos provenientes de "Hello", pois era a única música do disco disponível para streaming na época.
Em sua segunda atualização, 25 manteve-se no posto máximo da Billboard 200, com 1 milhão e 11 mil adquirições realizadas. Na semana seguinte, a última do ano, vendeu 728 mil cópias, o que elevou seu consumo total para 5 milhões e 19 mil réplicas, o número mais alto já obtido por um álbum em um único ano desde 21 em 2011. Encerrou 2015 como o disco mais adquirido em solo estadunidense, contabilizando 8 milhões de unidades equivalentes — 7 milhões e 441 mil das quais foram vendas puras e 2 milhões e 310 mil foram consumidas de maneira digital; apenas dois títulos comercializaram uma quantia maior nesse último formato em toda a história, 1989, de Taylor Swift, e 21. Obteve a mais alta vendagem de um disco em qualquer ano civil desde 2004, quando Usher vendeu 7 milhões e 98 mil cópias de Confessions. Em suas duas edições subsequentes, o conjunto continuou a liderar a tabela movendo 825 mil, e 1 milhão e 16 mil unidades, respectivamente. Assim, tornou-se o primeiro álbum a atingir vendas acima de 1 milhão em três edições diferentes. Permaneceu no ápice da Billboard 200 em sua sexta atualização, com 307 mil compras, marcando a primeira vez que um mesmo disco vendeu acima de 300 mil em seis semanas desde Weathered, de Creed, em 2001. Em sua sétima edição, 25 permaneceu em primeiro lugar, movimentando outras 164 mil réplicas, sendo o primeiro trabalho de uma artista feminina a liderar a Billboard 200 em suas sete semanas iniciais, um feito que até então apenas Weathered (1987), de Whitney Houston, havia realizado. No total, o conjunto constou por dez semanas não consecutivas no topo da parada, sendo o quinto álbum lançado desde 2000 a liderá-la por, pelo menos, 10 semanas. Fechou 2016 com 2 milhões e 37 mil comercializações, das quais 1 milhão e 700 mil eram vendas puras, classificando-se como o álbum mais vendido do ano e o segundo melhor incluindo unidades equivalentes, apenas atrás de Views, de Drake. Desde então, a Recording Industry Association of America (RIAA) reconheceu-o com um certificado de diamante (11x platina) denotando um consumo superior a 11 milhões de exemplares em terras estadunidenses.
No Canadá, atingiu o cume do Canadian Albums Chart marcando 306 mil unidades distribuídas, o valor mais alto de um álbum em sua primeira semana, um recorde anteriormente detido por Let's Talk About Love (1998), de Celine Dion, que estreou com 230 mil vendas. Na edição posterior, outras 145 mil compras foram contabilizadas, elevando seu consumo total para 451 mil. Isso representa a oitava maior venda semanal no Canadá e a melhor segunda semana de  um álbum — apenas atrás das 146 mil cópias conquistadas pela compilação Big Shiny Tunes 2 em 1997. Após somar vendas superiores a 1 milhão de cópias, a Music Canada acabou por condecorar a obra com disco de diamante. No México, chegou até a 1ª posição da lista compilada pela Asociación Mexicana de Productores de Fonogramas y Videogramas (AMPROFON), que o certificou com platina tripla em reconhecimento às mais de 210 mil unidades comercializadas. Segundo a Pro-Música Brasil, o projeto conseguiu constar no topo dos mais adquiridos, tendo vendido cópias suficientes para assegurar-lhe um certificado de diamante posteriormente. No continente asiático, conseguiu desempenhar-se na Coreia do Sul e no Japão, chegando à 1ª e 7ª colocação da tabela nacional, respectivamente.
| País — Tabela musical (2015—16)        | Posição de pico |
| -------------------------------------- | --------------- |
| África do Sul (RISA)                   | 1               |
| Alemanha (GfK Entertainment Charts)    | 1               |
| Austrália (ARIA Charts)                | 1               |
| Áustria (Ö3 Austria Top 40)            | 1               |
| Bélgica (Ultratop 50 de Flandres)      | 1               |
| Bélgica (Ultratop 40 de Valônia)       | 1               |
| Brasil (Billboard Brazil Albums)       | 1               |
| Canadá (Canadian Albums Chart)         | 1               |
| Coreia do Sul (Goan)                   | 1               |
| Croácia (HDU)                          | 1               |
| Dinamarca (Hitlisten)                  | 1               |
| Escócia (OCC)                          | 1               |
| Espanha (PROMUSICAE)                   | 1               |
| Estados Unidos (Billboard 200)         | 1               |
| Estados Unidos (Catalog Albums)        | 13              |
| Estados Unidos (Vinyl Albums)          | 1               |
| Finlândia (IFPI Finlândia)             | 1               |
| França (SNEP)                          | 1               |
| Grécia (IFPI Grécia)                   | 1               |
| Hungria (MAHASZ)                       | 1               |
| Irlanda (IRMA)                         | 1               |
| Itália (FIMI)                          | 1               |
| Japão (Oricon)                         | 7               |
| México (AMPROFON)                      | 1               |
| Noruega (VG-lista)                     | 1               |
| Nova Zelândia (Recorded Music NZ)      | 1               |
| Países Baixos (Dutch Charts)           | 1               |
| Polônia (ZPAV)                         | 1               |
| Portugal (AFP)                         | 1               |
| Reino Unido (UK Albums Chart)          | 1               |
| República Checa (IFPI Česká Republika) | 1               |
| Suécia (Sverigetopplistan)             | 1               |
| Suíça (Schweizer Hitparade)            | 1               |

| País — Tabela musical (2015)        | Posição |
| ----------------------------------- | ------- |
| Alemanha (GfK Entertainment Charts) | 2       |
| Austrália (ARIA Charts)             | 1       |
| Áustria (Ö3 Austria Top 40)         | 3       |
| Bélgica (Ultratop 50 de Flandres)   | 2       |
| Bélgica (Ultratop 40 de Valônia)    | 4       |
| Brasil (Pro-Música Brasil)          | 4       |
| Coreia do Sul (Goan)                | 88      |
| Espanha (PROMUSICAE)                | 4       |
| Croácia (HDU)                       | 2       |
| Dinamarca (Hitlisten)               | 4       |
| Finlândia (IFPI Finlândia)          | 1       |
| França (SNEP)                       | 2       |
| Hungria (MAHASZ)                    | 7       |
| Irlanda (IRMA)                      | 1       |
| Itália (FIMI)                       | 4       |
| Japão (Billboard Japan)             | 90      |
| México (AMPROFON)                   | 11      |
| Mundo (IFPI Global Music Report)    | 1       |
| Nova Zelândia (Recorded Music NZ)   | 1       |
| Países Baixos (Dutch Charts)        | 1       |
| Polônia (ZPAV)                      | 1       |
| Reino Unido (UK Albums Chart)       | 1       |
| Suécia (Sverigetopplistan)          | 5       |
| Suíça (Swiss Hitparade)             | 1       |

| País — Tabela musical (2016)        | Posição |
| ----------------------------------- | ------- |
| Alemanha (GfK Entertainment Charts) | 6       |
| Austrália (ARIA Charts)             | 1       |
| Bélgica (Ultratop 40 da Valônia)    | 2       |
| Bélgica (Ultratop 40 da Valônia)    | 5       |
| Canadá (Canadian Albums Chart)      | 1       |
| Dinamarca (Hitlisten)               | 11      |
| Espanha (PROMUSICAE)                | 3       |
| Estados Unidos (Billboard 200)      | 1       |
| Japão (Oricon)                      | 69      |
| México (AMPROFON)                   | 21      |
| Mundo (IFPI)                        | 2       |
| Nova Zelândia (RMNZ)                | 1       |
| Países Baixos (Dutch Charts)        | 1       |
| Polônia (ZPAV)                      | 8       |
| Reino Unido (UK Albums Chart)       | 1       |
| Suécia (Sverigetopplistan)          | 6       |
| Suíça (Schweizer Hitparade)         | 1       |

| País — Tabela musical (2010—19) | Posição |
| ------------------------------- | ------- |
| Austrália (ARIA Charts)         | 3       |
| Canadá (Canadian Albums Chart)  | 2       |
| Estados Unidos (Billboard 200)  | 19      |
| Reino Unido (UK Albums Chart)   | 2       |

| Região | Certificação | Vendas      |
| --- | ------------ | ----------- |
| Argentina (CAPIF) | Platina      | 30 000^     |
| Alemanha (BVMI) | 6× Platina   | 1 200 000^  |
| Austrália (ARIA) | 10× Platina  | 700 000^    |
| Áustria (IFPI Áustria) | 3× Platina   | 45 000*     |
| Bélgica (BEA) | 8× Platina   | 240 000*    |
| Brasil (Pro-Música Brasil) | Diamante     | 160 000‡    |
| Canadá (Music Canada) | Diamante     | 1 093 000   |
| Dinamarca (IFPI Dinamarca) | 5× Platina   | 100 000‡    |
| Espanha (PROMUSICAE) | 3× Platina   | 120 000^    |
| Estados Unidos (RIAA) | 11× Platina  | 11 000 000‡ |
| Finlândia (Musiikkituottajat) | 2× Platina   | 47 482^     |
| Hungria (MAHASZ) | 5× Platina   | 10 000^     |
| Itália (FIMI) | 5× Platina   | 250 000*    |
| México (AMPROFON) | 3× Platina   | 180 000‡    |
| Nova Zelândia (RIANZ) | 12× Platina  | 180 000^    |
| Noruega (IFPI Noruega) | 4× Platina   | 80 000*     |
| Países Baixos (NVPI) | 8× Platina   | 320 000^    |
| Polônia (ZPAV) | Diamante     | 100 000*    |
| Portugal (AFP) | Platina      | 15 000^     |
| Reino Unido (BPI) | 12× Platina  | 3 803 000   |
| Suécia (GLF) | 2× Platina   | 60 000^     |
| Suíça (IFPI Suíça) | 6× Platina   | 120 000^    |
| Venezuela (APFV) | Ouro         | 10 000*     |
| Resumos |              |             |
| Mundo | —            | 22 000 000  |
| *números de vendas baseados somente na certificação ^distribuições baseadas apenas na certificação ‡vendas+valores de streaming baseados somente na certificação |              |             |

## Histórico de lançamento
| Região         | Data                   | Formato | Edição                    | Gravadora(s)             | Catálogo      | Ref.    |
| -------------- | ---------------------- | ------- | ------------------------- | ------------------------ | ------------- | ------- |
| Vários         | 20 de novembro de 2015 | Padrão  | CD download digital vinil | XL Columbia              | XLCD740       | [ 78 ]  |
| Estados Unidos | 20 de novembro de 2015 | Deluxe  | CD                        | XL Columbia              | 50281802      | [ 79 ]  |
| Japão          | 20 de novembro de 2015 | Deluxe  | CD                        | Hostess UMG              | BGJ-5252      | [ 299 ] |
| Coreia do Sul  | 2 de dezembro de 2015  | Padrão  | CD download digital       | Kang&Music               | KACD1508      | [ 300 ] |
| China          | 21 de dezembro de 2015 | Padrão  | CD download digital       | BeggarsChina-XL Starsing | 9787883258315 | [ 301 ] |
| Vários         | 24 de junho de 2016    | Padrão  | Streaming                 | XL Columbia              |               | [ 302 ] |